# 滝野弘仁
滝野 弘仁（たきの ひろひと、1984年 - ）は、日本の映画監督、脚本家。石川県小松市出身。

## 経歴

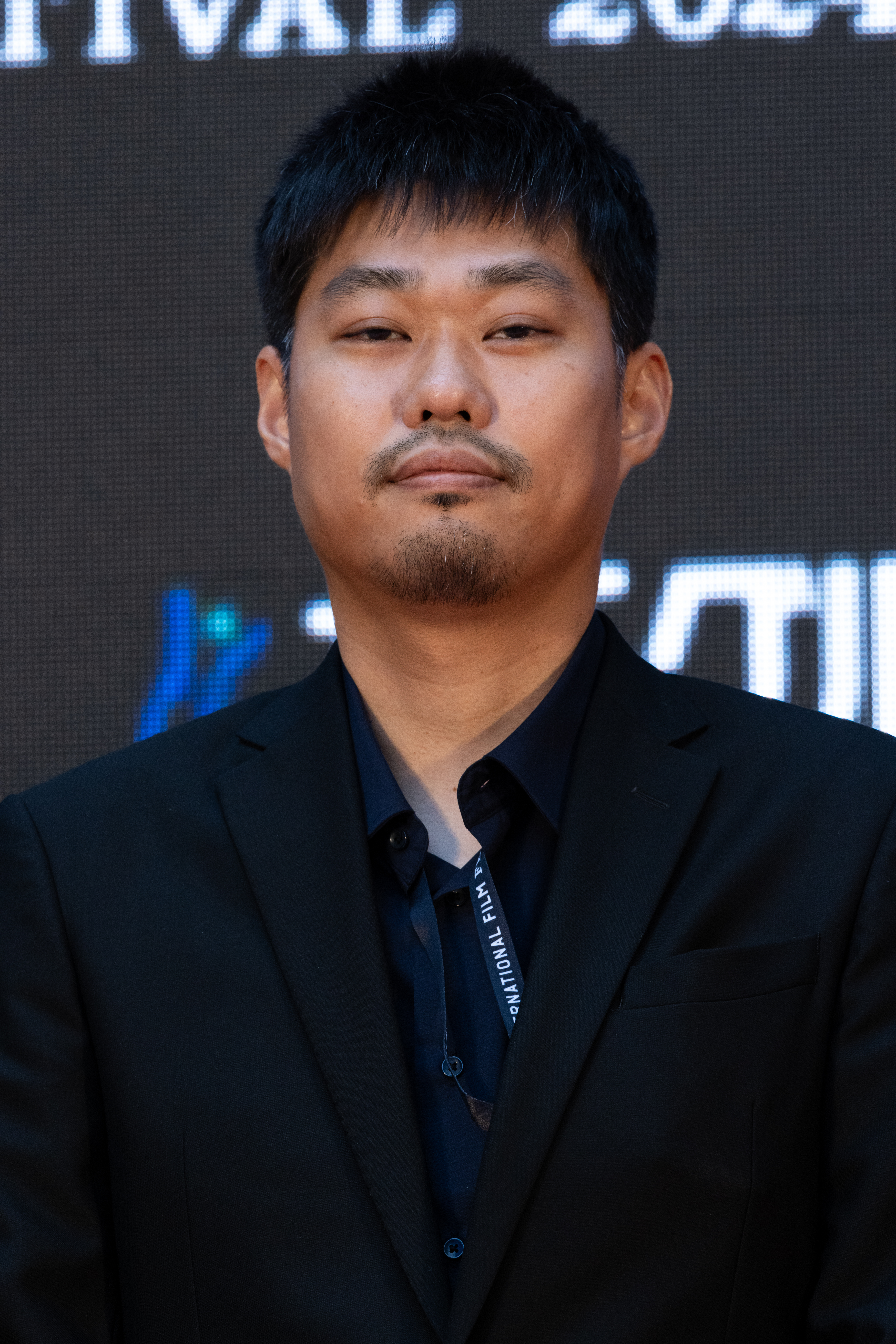
第37回東京国際映画祭にて（2024年）

2012年、監督作『もしかしたらバイバイ!』がゆうばり国際ファンタスティック映画祭2012やドイツのNIPPON CONNECTION など、国内外の映画祭で入選。次作『FUCK ME TO THE MOON』はMOOSICLAB2013にて全国各地で上映される。近年では、短編作品が水戸短編映像祭、仙台短編映画祭などで上映が行われている。
助監督としても多数の作品に参加しており、映画やドラマ、CM・MVなど幅広い分野で活動している。
2024年、自身初の長編映画『くまをまつ』を発表。亡き祖父の家で脚本執筆と撮影を行い、石川県小松市滝ケ原町を舞台とした物語。第37回東京国際映画祭「Nippon Cinema Now」部門に出品され公式上映された。

## 主な作品

### 監督作品
- 『もしかしたらバイバイ!』（2012年）
- 『FUCK ME TO THE MOON』（2013年）-MOOSIC LAB2013
- 『IS THIS WHAT DEMOCRACY LOOKS LIKE?』（2015年）※以上、すべて高畑鍬名との共同監督
- 『忘れたいのに思い出せない』（2020年）
- 『In wonderland』（2021年）
- 『くまをまつ』（2024年） - 第37回東京国際映画祭「Nippon Cinema Now」部門出品[2]

### 助監督作品

#### 映画
- 『恋するけだもの』（白石晃士監督、2020年）
- 『ムーンライト・シャドウ』（エドモンド・ヨウ監督、2021年）
- 『街の上で』（今泉力哉監督、2021年）
- 『かそけきサンカヨウ』（今泉力哉監督、2021年）
- 『Good News,』（渡辺大知監督、2022年）
- 『はだかのゆめ』（甫木元空監督、2022年）
- 『の方へ、流れる』（竹馬靖具監督、2022年）
- 『餓鬼が笑う』（平波亘監督、2022年）
- 『BAUS 映画から船出した映画館』（甫木元空監督、2025年）
- 『スリーピング・スワン』（佐藤そのみ監督、2025年公開予定）

#### ドラマ
- NHK大河ドラマ『いだてん〜東京オリムピック噺〜』（宮藤官九郎脚本、2019年）
- ディズニープラス『季節のない街』（宮藤官九郎監督・脚本、2023年）
- NHK「土曜ドラマ」『地震のあとで』（井上剛監督、2025年）